# Good Guys Wear Black
Good Guys Wear Black is een Amerikaanse actiefilm uit 1978 onder regie van Ted Post, met Chuck Norris in de hoofdrol.

## Verhaal
John T. Booker is de leider van de Black Tigers, een speciale eenheid voor specifieke missies in Vietnam tijdens de oorlog. Zijn team krijgt een laatste explosieve missie in een vijandelijk kamp, maar de helikopter die hen terug zou moeten brengen is nog niet gevonden. Het is het eerste teken dat er iets niet klopt. Vijf jaar later, na de oorlog, zien we dat het team is opgeheven, maar vreemd genoeg sterft elk van de leden onder mysterieuze, ogenschijnlijk toevallige omstandigheden. Booker wordt benaderd door journaliste Margaret, die hem helpt de zaak te onderzoeken. Nu hij de situatie begrijpt, probeert hij zijn voormalige metgezellen op te sporen. Tussen de ene aanval en de andere door neemt Booker wraak op de aanstichter van de moorden, de corrupte senator Conrad Morgan.

## Rolverdeling
- Chuck Norris - John T. Booker
- Anne Archer - Margaret
- James Franciscus - Conrad Morgan
- Lloyd Haynes - Murray Sanders
- Dana Andrews - Edgar Harolds
- Lawrence P. Casey - Mike Potter - The Black Tigers
- Anthony Mannino - Gordie Jones - The Black Tigers
- Soon-Tek Oh - Mr. Mhin Van Thieu - The Black Tigers
- Jerry Douglas - Joe Walker - The Black Tigers
- Stack Pierce - Holly Washington - The Black Tigers
- Aaron Norris - Al - The Black Tigers